# Римски (репер)
Премил Јовановић, познатији под уметничким именом Римски (познат и као Rimokilla; Лебане, 12. новембар 1987), српски је музичар и некадашњи репер.

## Биографија
Премил Јовановић је рођен 12. новембра 1987. године у Лесковцу. Музиком се бави од своје 14. године. Пажњу на себе скренуо је 2009. године, када је објавио песму Мафијаш са X-Plane-ом. У том периоду сарађивао је са реперима попут X-Plane-а, Lust-а и P.I.D.J.I.-ја. Широј публици постао је познат када је 2013. године издао песму Израел и Палестина, а спот за песму, који је сниман у Холандији, био је приказиван на МТВ-ју. Након што је привукао пажњу јавности овом песмом, решио је да све своје песме које је снимио до 2011. године упакује у један албум под називом Сабрана недела. Годину дана након тога постао је члан српске дискографске куће Басивити.
Године 2014. избацио је свој први званични албум под називом Мој пут, који је касније проглашен за реп албум године. Поред албума, Римски се те године нашао и на микстејпу Свежа крв Vol. 1 који је објавила издавачка кућа Басивити као прилику младим реперима да промовишу свој рад. Уз песме Ненија, I.R.S.-а, Брута и других, налази се и Премилова песма Победе. Исте године покренуо је и своју линију одеће познату под називом Sicilian Hustlers.
Септембра 2015. године објавио је дует са српском певачицом Теом Таировић. Песма носи назив Иду дани, а издата је за продукцијску кућу IDJVideos. Крајем 2015. године, Римски је издао ЕП Hustle Grad, на ком се, између осталих, налазе и песме Hustle brat и Никада банкрот. Албум је објављен за издавачку кућу Басивити и садржи укупно седам песама, а као гости се појављују Корона и Фокс. За бит и микс је задужен Филип Младеновић познатији као One Music, мастер је радио Jan Zoo, док је графички дизајн урадио Ведад Мандра. Песма Победник која се налази на ЕП-у, а коју изводи заједно са Короном, проглашена је за реп хит 2016. године.
Римски је током лета 2016. године наступао на Егзиту, када је на Мејн стејџу заједно са осталим реперима из продукцијске куће Басивити био предгрупа Виз Калифи.
Током каријере, Римски је сарађивао са великим бројем репера, а неки од њих су Корона, Фурио Ђунта, Фокс, Ђаре, Цобран и други. Наступа заједно са Короном, са којим је формирао двојац познат као 2 кајле (2Kajle Show). Сарађује са нишким продуцентом Филипом Младеновићем (One Music), који је урадио готово све његове песме. Члан је KDM Exclusive дигиталног лејбла који функционише под окриљем издавачке куће Качкет доле мафиа.

## Приватни живот
Римски је рођен 12. новембра 1987. године у Лесковцу. Већи део живота провео је у Нишу, а живео је и у Сједињеним Државама, Француској и Холандији. Тренутно живи у Београду, где ради са Короном и Филипом Младеновићем, са којима чини трио издавачке и продукцијске куће KDM Exclusive. Његово уметничко име Римски нема везе са градом Римом, већ своје корене вуче у римовању.

## Дискографија

### Албуми и ЕП-ови
- Сабрана недела (2011)
- Мој пут (2014)
- (ЕП, 2015)
- Супернова (feat. Корона, 2018)
- Наша Ствар (ЕП, 2025)

### Синглови
- Мафијаш (ft. X-Plane, 2009)
- Све је у реду батице (2009)
- Mojne da chashpri (2009)
- Као ми (ft. Корона, Дунђа, 2011)
- Израел и Палестина (2013)
- Гето гламур (ft. Корона, 2013)
- Победе (2014)
- Моли се за сина (ft. Lemi G, 2014)
- Напетост расте (ft. Корона, 2015)
- Нова ера (ft. Корона, Фокс, Ђаре, 2015)
- Лас Вегас (ft. Мија, 2015)
- Тело пуно отрова (2015)
- Само кеш (ft. Мими Мерцедез, 2016)
- Качкет доле (ft. Корона, Дунђа, 2016)
- (2016)
- Ноћас нисам твој (ft. Корона, 2016)
- Победник (ft. Корона, 2016)
- Мигили мигили (ft. Фокс, Јовица Добрица, 2016)
- Гад ( Корона, 2017)
- Тајне (ft. Корона, 2017)
- Црни џип (ft. Корона, 2017)
- Иду дани (ft. Теа Таировић, 2017)
- 200 ( Корона, 2017)
- Очи боје вискија (ft. Корона, Тања Савић, 2017)
- Улице сам љубио (ft. Корона, ТХЦФ, 2018)
- Кармин (ft. Корона, Ана Кокић, 2018)
- Злочин без доказа (ft. Корона, Тања Савић, 2018)
- Прстен (ft. Корона, Емина Јаховић, 2018)
- Bye Bye (ft. Тања Савић, 2019)
- Моја екипа (2019)
- Ко Крив Је? (2020)
- Одакле сам ја (ft. Coby, 2021)